# Lake Louise Ski Resort
Lake Louise Ski Resort, tidigare Lake Louise Ski Area, är en vintersportort i provinsen Alberta i Kanada, belägen i de kanadensiska Klippiga bergen vid byn Lake Louise. Vintersportorten är belägen i Banffs nationalpark. Världscuptävlingar i alpin skidåkning har flera gånger arrangerats i Lake Louise.

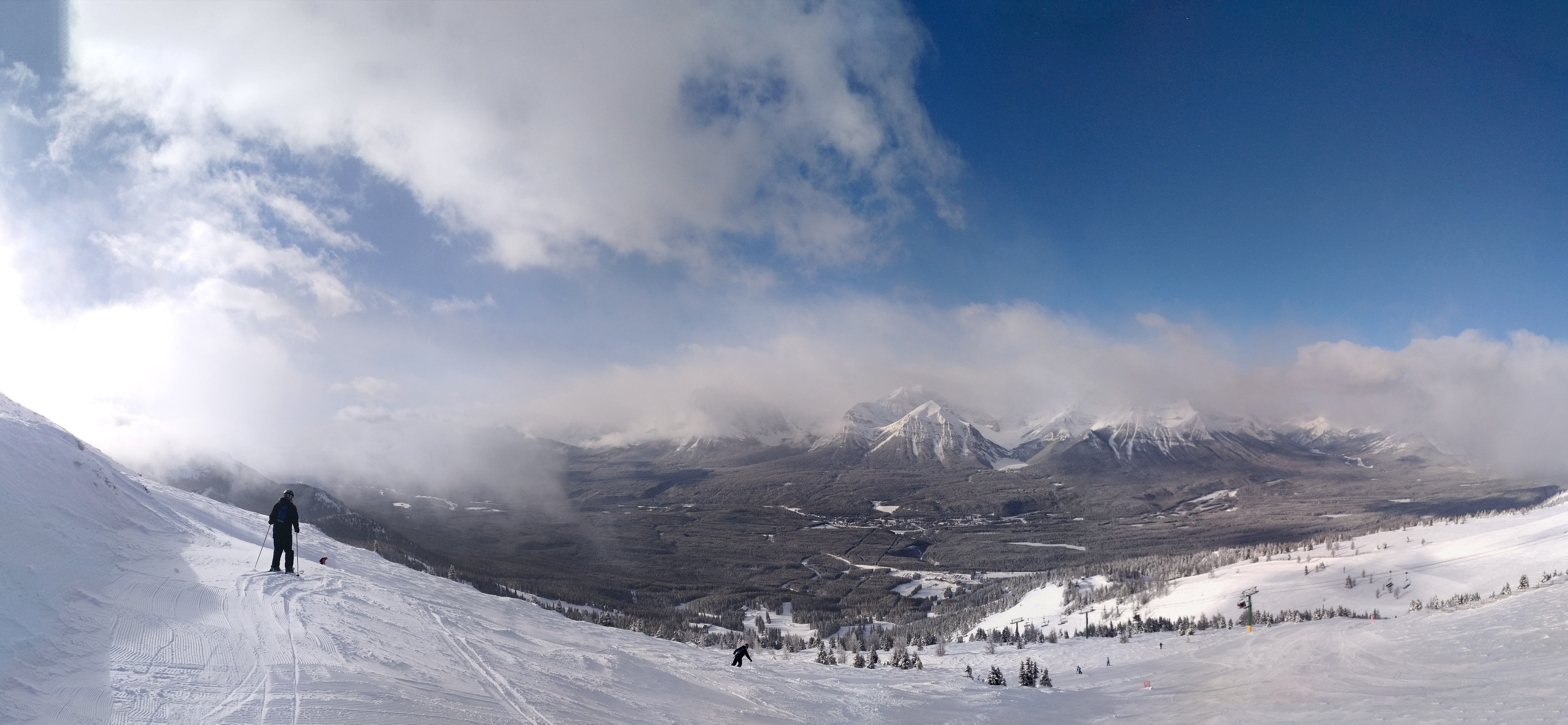
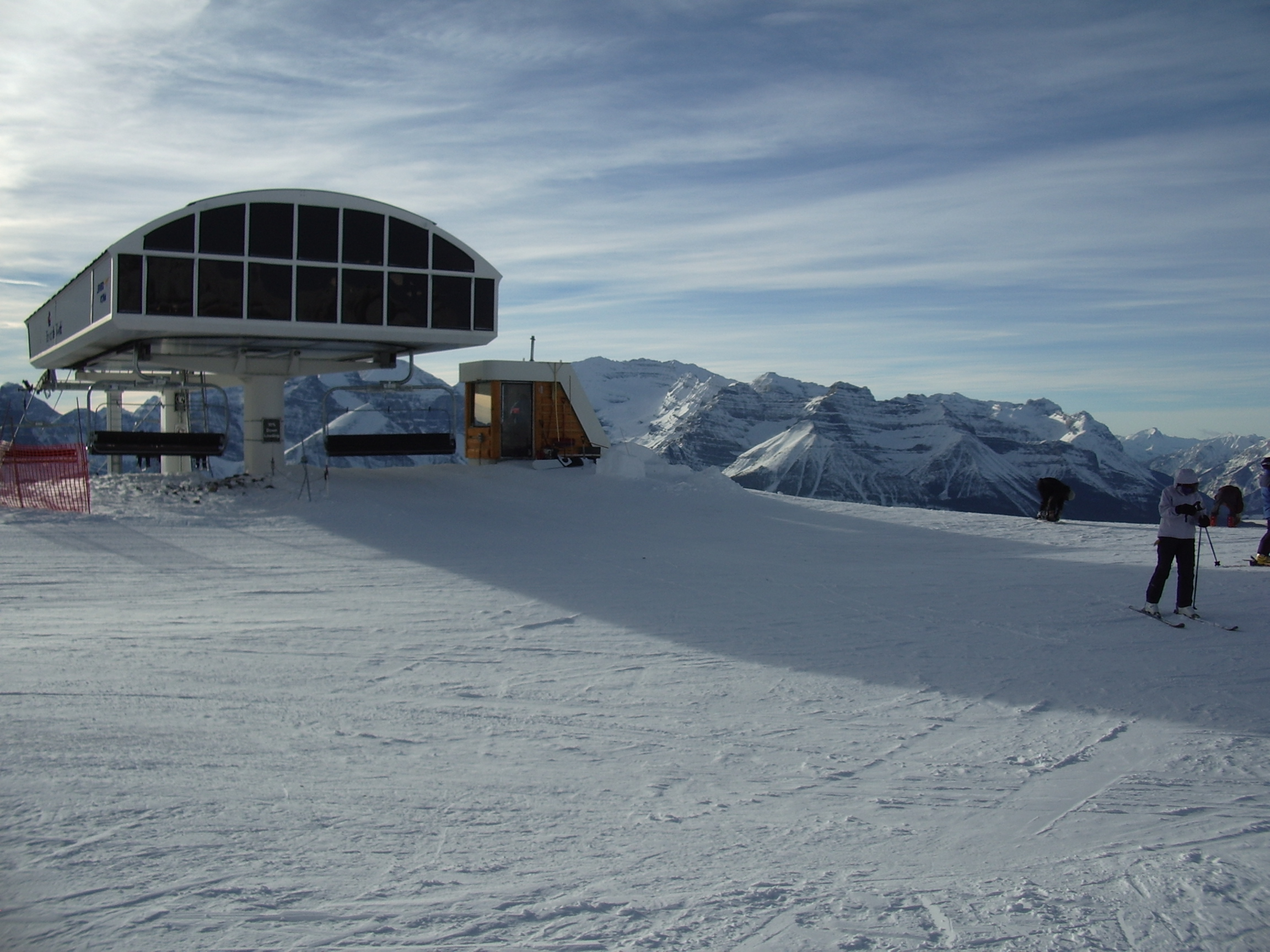
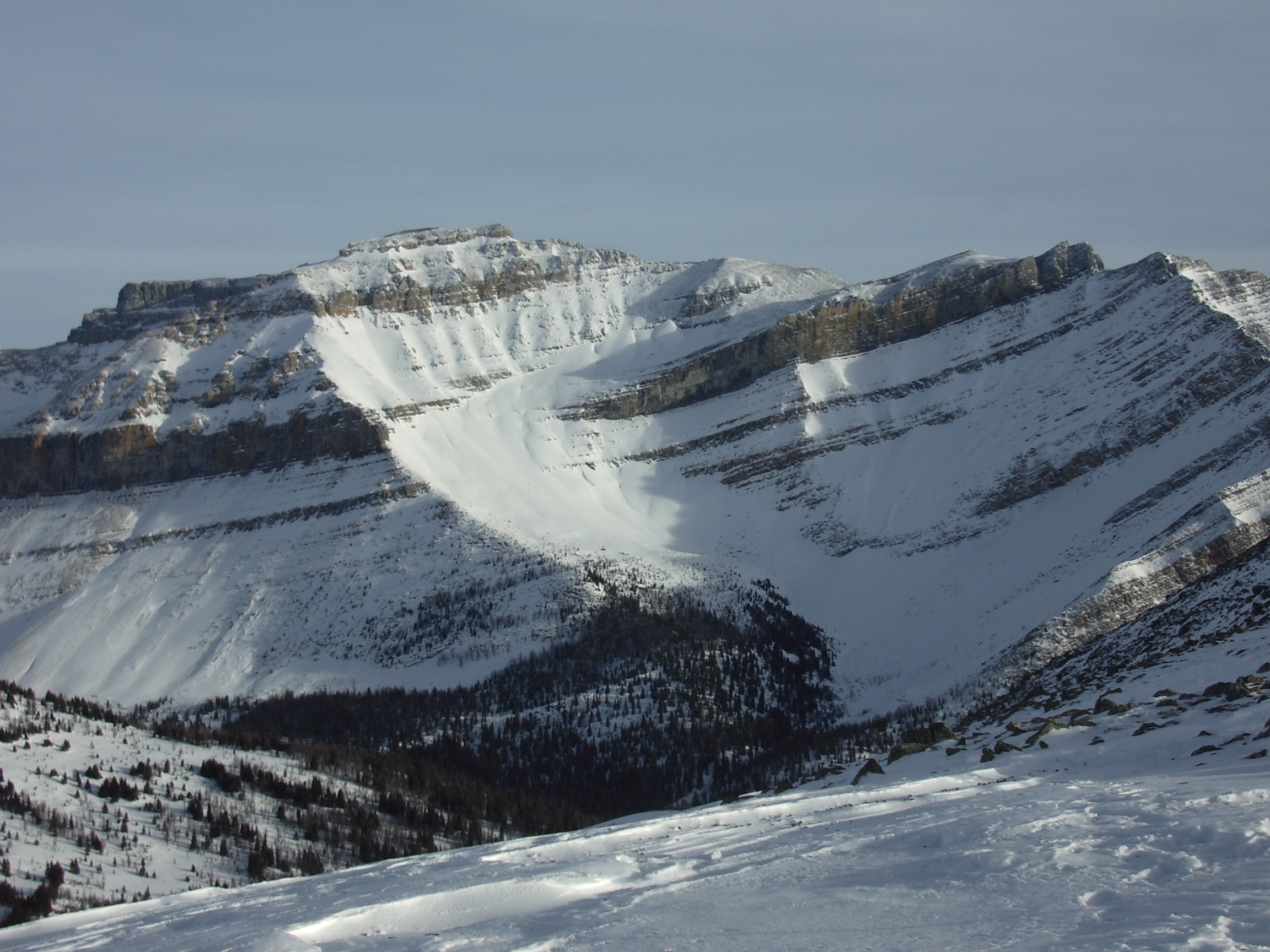

### Fotnoter
1. ↑  Dave Watts & Chris Gill (25 juli 2014). ”Best Canadian ski resorts” (på engelska). Telegraph. http://www.telegraph.co.uk/travel/snowandski/canada/10614167/Best-Canadian-ski-resorts.html. Läst 23 december 2015.